# Ашот Арцруні
Ашот Арцруні (*Աշոտ Ա Արծրունի, д/н —27 травня 874) — 1-й незалежний ішхан Васпуракана з 836 до 852 та з 868 до 874 року.

## Життєпис
Походив з роду Арцрундідів. Старший син Амазаспа II, нахарара Васпуракана, й Ріпсіме, доньки Ашота Багратуні, князя Ширака і Ані. Про дату народження нічого невідомо. 836 року після смерті батька стає новим нахарараром. У 837 році підтримав свого родича Баграта II Багратуні, нахарара Тарона, який визнав зверхність Аббасидського халіфату, який атакував візантійське місто Метілену. У 838 році брав участь у наступі у складі коаліції вірменських князів спільно з армією халіфа Аль-Мутасіма на місто Аморій, який було захоплено й сплюндровано.
Поступово Васпуракан під орудою Ашота набув значної ваги. Подальшому піднесенню намагався завадити халіф Аль-Мутеваккіль, який відправив проти ацруні війська, втім Ашот завдав їм поразки. Цей успіх спричинив у 851 році загальне повстання у Вірменії, до якого долучився Ісхак ібн Ісмаїл, емір Тіфліса. Ашот прийняв титул ішхана.
Проте у 852 році війська халіфа придушили це повстання, спаливши Тіфліс. Ашот чинив опір у фортеці Нкан, але вимушений був здатися. Його було заслано до Самарри, де перебував халіф. Замість Ашота нахараром Васпуракану поставлено його брата Гургена I. У 868 році Ашот, скориставшись заколотами в Багдаді і Самаррі зумів повернутися до Васпуракану, де на той час правив його син Деренік Арцруні, який поступився владою.
Намагання відновити колишні кордони Васпуракану виявилися невдалими. 870 року Ашот зазнав поразки при спроби захопити важливу фортецю Вараг. Помер у 874 році. Його спадкував син Деренік.

## Родина
- Деренік, ішхан у 875—885 роках
- Марія, дружина Давида Багратуні, нахарара Тарона
- донька,